# Roque Pérez (partido)
Roque Pérez (Partido de Roque Pérez) is een partido in de Argentijnse provincie Buenos Aires. Het bestuurlijke gebied telt 9.715 inwoners. Tussen 1991 en 2001 steeg het inwoneraantal met 13,1 %.

## Plaatsen in partido Roque Pérez
- Carlos Beguerie
- Ocho Cuarteles
- Roque Pérez